# 格里維察鄉 (加拉茨縣)

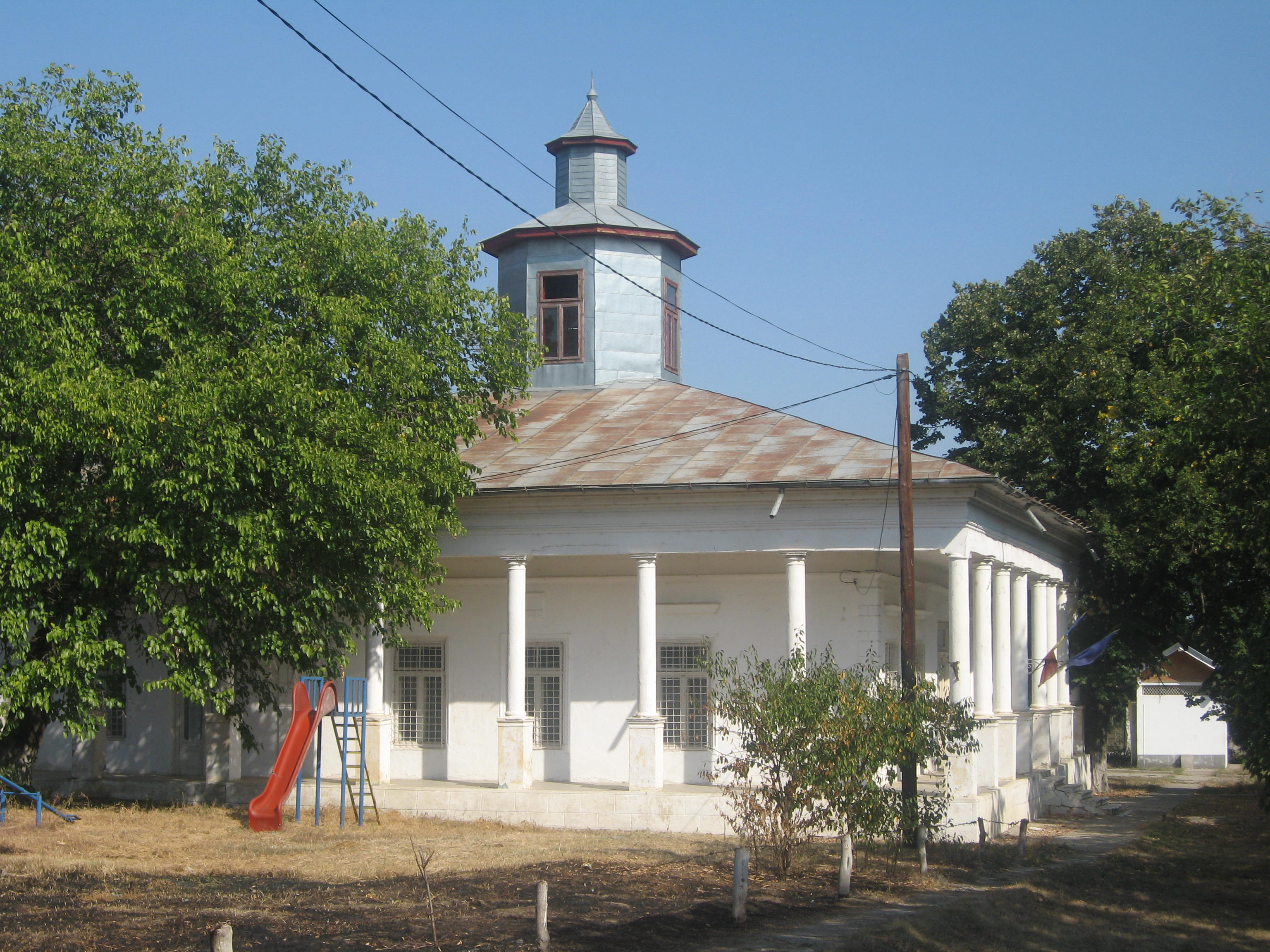

45°43′00″N 27°39′00″E / 45.7167°N 27.65°E
格里維察鄉（羅馬尼亞語：Comuna Grivița, Galați），是羅馬尼亞的鄉份，位於該國東部，由加拉茨縣負責管轄，面積39平方公里，海拔高度71米，2007年人口3,863，人口密度每平方公里98人。